# James Shields
James Anthony Shields (ur. 20 grudnia 1981) – amerykański baseballista, który występował na pozycji miotacza.

## Przebieg kariery
Po ukończeniu szkoły średniej otrzymał propozycję stypendium z Louisiana State University, jednak zdecydował się przystąpić do draftu, gdzie został wybrany w 16. rundzie przez Tampa Bay Devil Rays. Początkowo występował w klubach farmerskich tego zespołu, między innymi w Durham Bulls, reprezentującym poziom Triple-A. W Major League Baseball zadebiutował 31 maja 2006 w meczu przeciwko Baltimore Orioles, w którym rozegrał pięć inningów, oddał pięć uderzeń i pięć runów. Pierwsze zwycięstwo zanotował w swoim drugim starcie 5 czerwca 2006 w spotkaniu z Los Angeles Angels of Anaheim. 21 czerwca 2006 w meczu z Arizona Diamondbacks zaliczył czwarte zwycięstwo z rzędu i został pierwszym miotaczem w historii klubu, który tego dokonał w debiutanckim sezonie.
27 kwietnia 2008 w spotkaniu z Boston Red Sox rozegranym na Tropicana Field, zaliczył pierwszy w karierze complete game shutout. 7 sierpnia 2010 w meczu przeciwko Toronto Blue Jays wyrównał niechlubny rekord MLB od momentu podziału na dywizje (od 1969), oddając sześć home runów (2 zdobył Aaron Hill, po jednym Edwin Encarnación, Adam Lind, José Bautista i J.P. Arencibia, dla którego był to pierwszy home run w MLB).
W sezonie 2011 po raz pierwszy został powołany do Meczu Gwiazd, rozegrał 11 pełnych meczów, zaliczył 4 shutouty i 225 strikeoutów (rekord kariery), a w głosowaniu do nagrody AL Cy Young Award zajął 3. miejsce za Justinem Verlanderem z Detroit Tigers i Jeredem Weaverem z Los Angeles Angels of Anaheim. W grudniu 2012 w ramach wymiany zawodników przeszedł do Kansas City Royals.
13 maja 2014 w meczu przeciwko Colorado Rockies zaliczył 1500. strikeout w MLB. 30 września 2014 po raz pierwszy wystąpił w postseason w rozegranym w ramach Major League Baseball Wild Card Game meczu z Oakland Athletics, w którym  rozegrał pięć inningów, oddał pięć uderzeń i pięć runów, zszedł z boiska przy stanie 3–2 dla Royals; ostatecznie zespół z Kansas City wygrał spotkanie 9–8 po 12 zmianach. Shields zagrał w meczu numer 3 American League Championship Series, w których Royals pokonali Baltimore Orioles 4–0 i w dwóch meczach World Series, w których Royals ulegli San Francisco Giants 3–4. W lutym 2015 podpisał jako wolny agent czteroletni z opcją przedłużenia o rok kontrakt wart 75 milionów dolarów z San Diego Padres.
4 czerwca 2016 w ramach wymiany zawodników przeszedł do Chicago White Sox. 24 czerwca 2017 w meczu przeciwko Oakland Athletics zaliczył 2000. strikeout w MLB.

## Nagrody i wyróżnienia
| Nagroda/wyróżnienie | Lata | Źródło |
| All-Star            | 2011 | [ 2 ]  |